# Guy II de Châtillon
Guy II de Châtillon, né vers 1140 et mort vers 1170, est seigneur de Châtillon, de Montjay, de Troissy, de Crécy et de Pierrefonds au milieu du XIIe siècle. Il est le fils de Gaucher II de Châtillon et d'Adèle de Roucy, dame de Pierrefonds.

## Biographie
Il devient seigneur de Châtillon en 1148 à la mort de son père Gaucher II de Châtillon à la bataille de Laodicée durant la deuxième croisade.
Il fait par la suite partie de la cour de Champagne de Henri Ier le Libéral.
Il meurt vers 1170 et est remplacé comme seigneur de Châtillon par son fils aîné Guy III.

## Mariage et enfants
Vers 1162, il épouse Alix de Dreux, veuve de Waleran III, seigneur de Breteuil, fille de Robert Ier de Dreux, comte de Dreux et cinquième fils du roi des Francs Louis VI le Gros, et de son épouse Harvise d'Évreux avec qui il a six enfants, :
- Guy III de Châtillon, qui succède à son père mais qui décède vers 1191 au siège de Saint-Jean-d'Acre lors de la troisième croisade ;
- Gaucher III de Châtillon, mort en 1219, qui succède à son frère ;
- Robert de Châtillon, évêque de Laon de 1210 jusqu'à sa mort en 1215 ;
- Adèle de Châtillon, qui épouse Guillaume V de Garlande, seigneur de Garlande ;
- Marie de Châtillon, qui épouse Renaud de Dammartin comte de Boulogne, mais ils n'ont pas de postérité ensemble. Divorcée en 1190, elle épouse en secondes noces Robert de Vieuxpont, seigneur de Courville, dont elle a un enfant. Veuve, elle épouse en troisièmes noces Jean III l'Ecclésiatique, comte de Vendôme, mais ils n'ont pas de postérité ensemble.

Après son veuvage, Alix de Dreux épousera en troisièmes noces Jean Ier de Thourotte, d'où postérité, puis en quatrième noces Raoul Ier de Soissons ou de Nesle, comte de Soissons, d'où postérité.